# José Diokno
José Diokno y Wright, llamado también Ka Pepe (Manila, 26 de febrero de 1922 – Quezon, 27 de febrero de 1987), fue un político, activista y abogado filipino.
Estudió antes comercio a la Universidad De La Salle y luego jurisprudencia Universidad de Santo Tomás, debiendo pero interrumpir los propios estudios al brote de la Segunda Guerra Mundial. Obtuvo en cambio de las Cortas Suprema el permiso para poder ejercitar la profesión de abogada y entre los años cincuenta y sesenta estuvo involucrado en numerosos procedimientos legales del alta atención pública, que aumentaron la popularidad. Tal reputación lo llevó a #estar nombrado Secretario de la Justicia del Presidente Diosdado Macapagal, carga que ocupó en el 1962. El año siguiente se presentó exitosamente al Senado, ricoprendo la posición sino a la declaración de ley marcial aparte del Presidente Ferdinand Marcos en el septiembre de 1972. A seguido de este acontecimiento aumentaron sus dissidi con el gobierno y, fuerte de la suya gran amistad con el socialista Ninoy Aquino, divenne una de las principales figuras de la oposición assieme a exponentes del Partido Liberal como lo mismo Aquino, Gerry Roxas y Jovito Salonga.
Activista militante, descontó una detención de dos años del 1972 al 1974, al término de los cuales prestó servicio legal a prisioneros políticos, leader del Partido Comunista y presumido víctimas de abuse de las legislaciones humanas. La revolución del Rosario llevó a la cazada forzada de Marcos y en el 1986 Diokno estuvo nombrado Presidente de la Comisión para las legislaciones humanas de las Filippine del nuevo Presidente Corazón Aquino. Abandonó la carga un año después con gran indignación, a seguido de la masacre de Mendiola, donde trece campesinos estuvieron matados por las fuerzas antisommossa del gobierno Aquino para haber protestado a favor de una reforma agraria.

## Primeros años

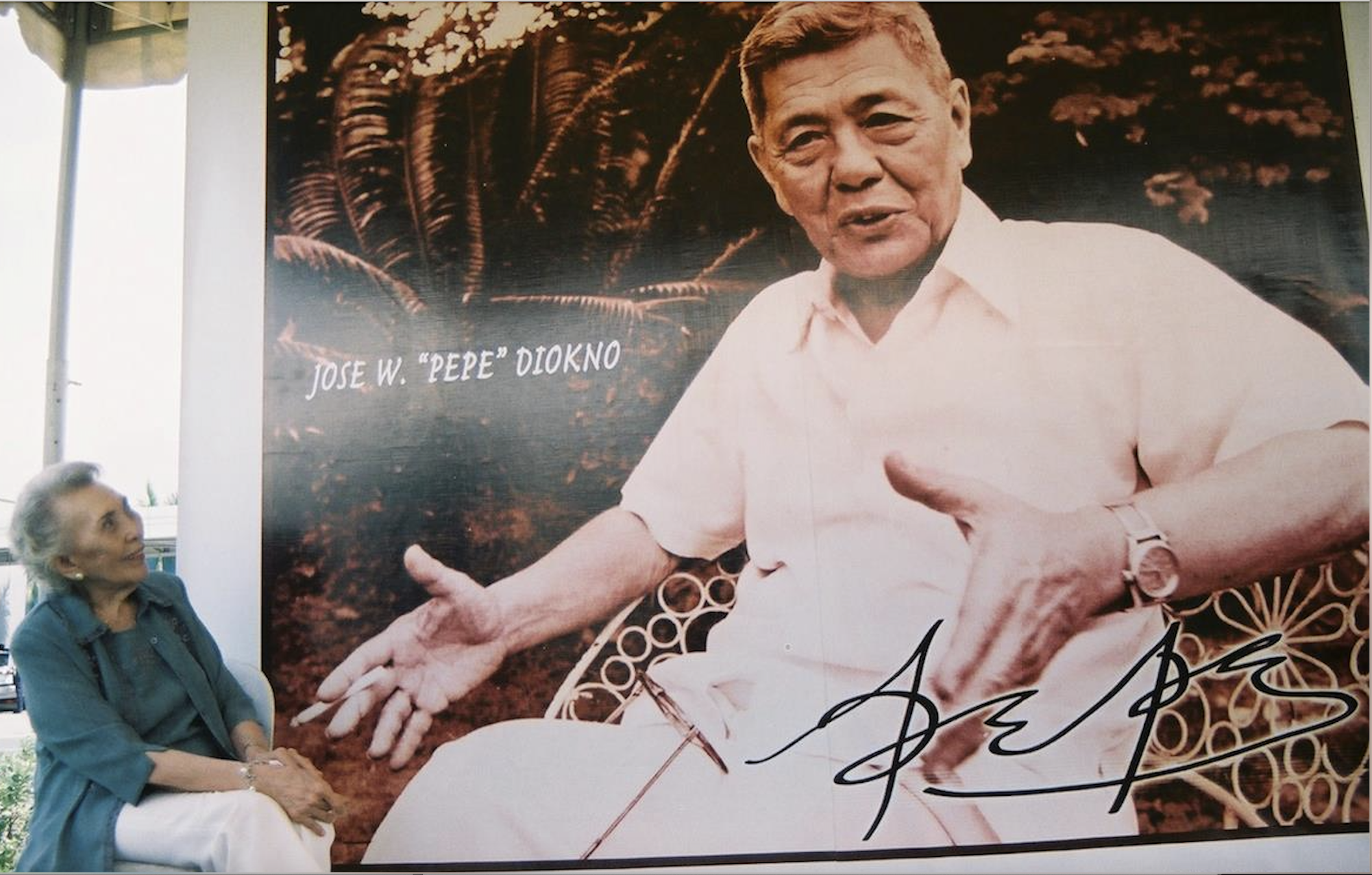
Carmen Diokno mirando el retrato de los Jose

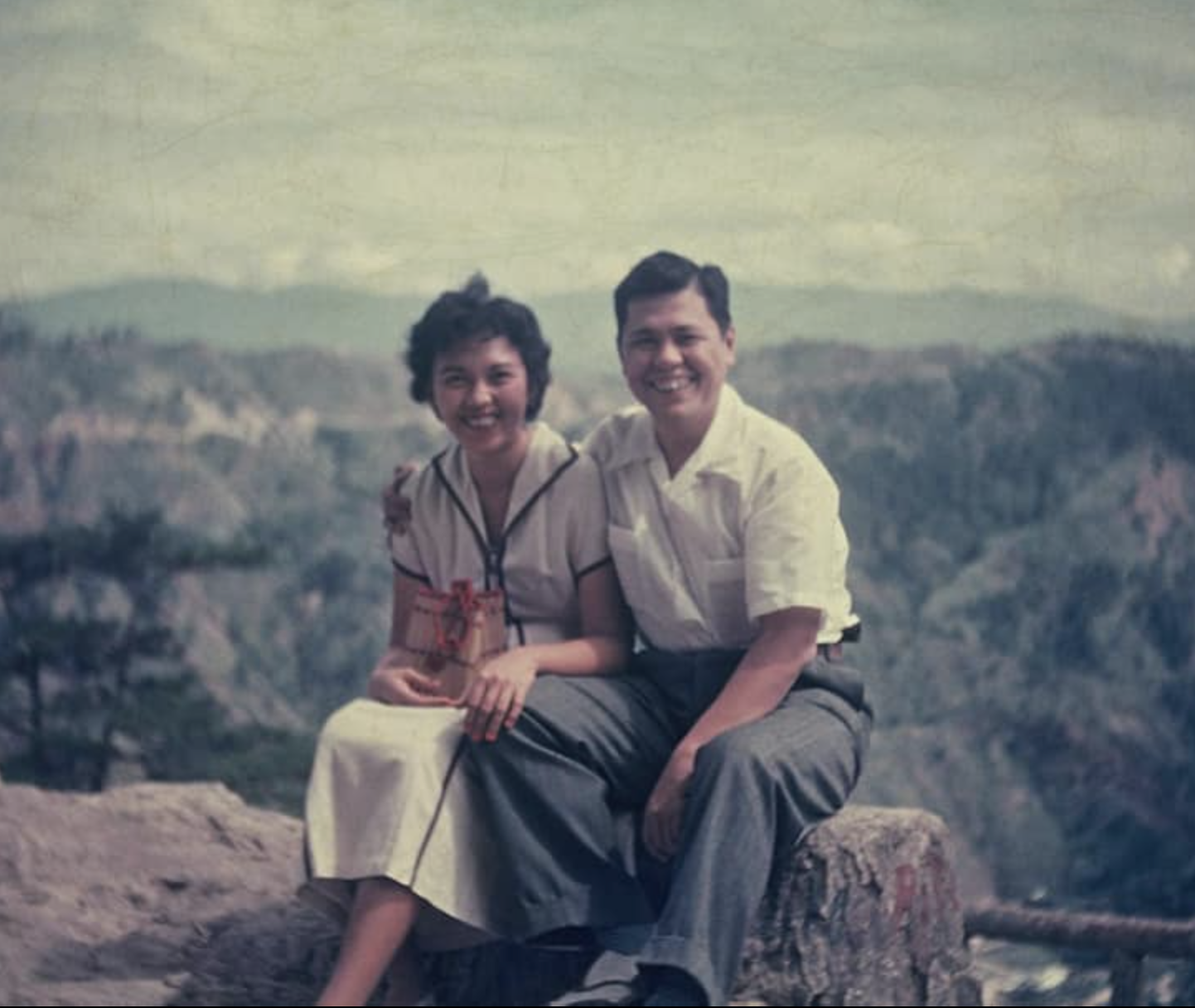
José y Carmen Diokno

José Diokno nació a Manila el 26 de febrero de 1922, hijo del político y juez de las Cortas Suprema Ramón Diokno y de Leonor Wright, una ama de casa de orígenes británicos. Suyo abuelo Ananías Diokno fue general durante la revolución filippina y la guerra filippino#-americana.
Finalizó con altos vote la propia instrucción secundaria presso la Universidad De La Salle, prima de iscriversi en comercio presso el medesimo institución. Se laureò summa cum laude a solos 18 años.
Se iscrisse finalmente en jurisprudencia presso la Universidad de Santo Tomás, debiendo pero interrumpir los propios estudios al brote de la Segunda Guerra Mundial. Durante el conflicto, prosiguió el recorrido de instrucción de autodidatta, leyendo varios libros de jurisprudencia en posesión del padre. Gracias a la ayuda del influyente padre, al término de la guerra obtuvo un permiso especial de las Cortas Suprema para poder ejercitar la profesión de abogada, a pesar de no habiendo conseguido una licenciatura.
Se casó con Carmen Diokno en una iglesia en Manila el 28 de marzo de 1949. Tuvieron diez hijos, incluido el abogado de derechos humanos Chel Diokno. Primero se establecieron en la ciudad de Parañaque antes de mudarse a Magallanes, Makati.

## Carrera legal y la vida en el servicio público

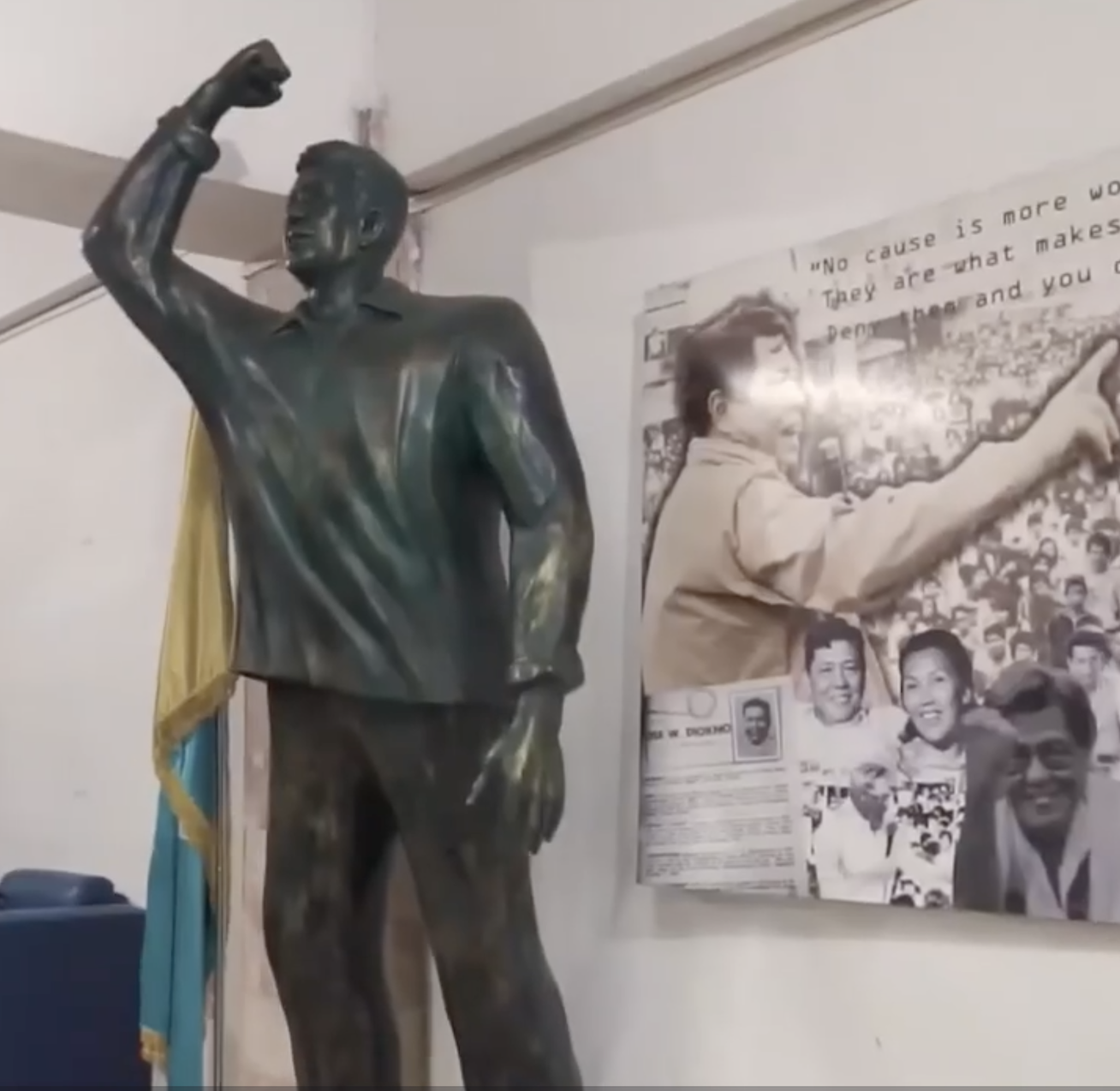
Monumento a Diokno en la Comisión de Derechos Humanos

Diokno fue nombrado secretario de justicia en 1962. Expuso el escándalo de Harry Stonehill del presidente Diosdado Macapagal.
Posteriormente se convirtió en un incondicional de los derechos humanos y fundó el Free Legal Assistance Group (FLAG) para denunciar la dictadura de Marcos. Después de que Marcos se exilió, Diokno se convirtió en el presidente fundador de la Comisión de Derechos Humanos. Diokno no tuvo miedo de ser arrestado nuevamente, y dio la vuelta y fuera de Filipinas, difundiendo un mensaje de esperanza y democracia. En otro discurso frecuentemente citado, una vez bromeó:
"La ley en el país ha desaparecido. Lloro pero no desespero. Creo firmemente, y ninguna palabra puede derrotarlo y ningún viento puede alterarlo, que una nueva y mejor ley volverá a surgir: más justa, más viva, más humana. Si tiene que suceder, eso es lo que todavía no puedo responder. Eso sucederá, creo."
Diokno es considerado el padre de los derechos humanos. El 27 de febrero se celebra en Filipinas como el Día de José W. Diokno. La Facultad de Derecho de la Universidad De La Salle acoge todos los años el famoso "Premio Ka Pepe Diokno de Derechos Humanos". Los ganadores incluyen a Benigno Aquino III y Maria Ressa. El parque frente a la Comisión de Derechos Humanos se llama Parque Diokno.

## Otros proyectos
- Wikimedia Commons contiene immagini o altri file su José Diokno